# Аганов, Сергей Христофорович
Серге́й Христофо́рович Ага́нов (Оганян) (арм.Սարգիս Քրիստոփորի Օհանյան, 22 мая (4 июня) 1917, Астрахань — 1 февраля 1996, Москва) — советский военачальник, маршал инженерных войск (7.05.1980).

## Молодые годы
Обычно указывается, что по национальности С. Аганов русский, но после провозглашения независимости Армении в армянской литературе[уточнить] часто указывается, что он армянин - Оганян. Дед его переехал в Астрахань из Нагорного Карабаха. В одном из своих писем, говоря о себе, Сергей Аганов писал, что его отец армянин из Астрахани, а мать русская. Родители расстались когда он был маленьким. Согласно его сведениям его отец умер в 1965 году в Грозном. После средней школы Аганов работал на Московском электрокомбинате, был бригадиром сборочной бригады.
В Красной Армии с 1938 года. Окончил Московское военно-инженерное училище в 1940 году. Принимал участие в боях советско-финской войны в должности командира сапёрного взвода. С марта 1940 года командовал сапёрной ротой, затем был начальником школы младших командиров сапёрной бригады Ленинградского военного округа.

## Великая Отечественная война
В Великой Отечественной войне участвовал с июня 1941 года. Командовал сапёрной ротой, с октября 1941 года — адъютант старший (по современной терминологии соответствует должности начальника штаба) сапёрного батальона, с февраля 1942 года — заместитель командира мотоинженерного батальона, с апреля 1942 года — помощник начальника штаба инженерных войск 54-й армии. Воевал на Ленинградском и Волховском фронтах.
В ноябре 1942 года отозван с фронта для дальнейшей службы в штабе инженерных войск РККА. Служил помощником, затем старшим помощником начальника оперативного отдела. В составе группы представителей Ставки Верховного Главнокомандования неоднократно выезжал в действующую армию. Оказывал помощь войскам в организации инженерного обеспечения операций на Юго-Западном, Брянском, Воронежском, 3-м Белорусском, 1-м Прибалтийском и 2-м Прибалтийском фронтах. Член ВКП(б) с 1942 года.

## Послевоенное время
После войны продолжал службу в штабе инженерных войск Советской Армии, был старшим офицером отдела. В 1950 году окончил Военную академию имени М. В. Фрунзе. С 1951 года — заместитель начальника отдела, с января 1952 года — начальник отдела штаба инженерных войск Советской Армии. В 1955 году окончил Высшую военную академию имени К. Е. Ворошилова.
С ноября 1955 года служил в войсках — начальник инженерных войск 8-й гвардейской армии в Группе советских войск в Германии. Затем переведён на преподавательскую работу и в августе 1960 года был назначен старшим преподавателем, а в декабре 1963 году — заместителем начальника кафедры Военной академии Генерального штаба. С января 1967 года — начальник инженерных войск Группы советских войск в Германии. С января 1970 года — заместитель начальника инженерных войск Министерства обороны СССР. С апреля 1974 года — начальник Военно-инженерной академии имени В. Куйбышева.
С марта 1975 года — начальник инженерных войск Министерства обороны СССР. Генерал-полковник инженерных войск (25.04.1975). Уделял большое внимание улучшению организационной структуры инженерных войск и их техническому оснащения, выработке эффективных способов инженерного обеспечения боевых действий войск, подготовке инженерных кадров. Маршал инженерных войск (7 мая 1980 года). 
Внёс большой вклад в организацию и осуществление мероприятий по ликвидации последствий аварии на Чернобыльской АЭС, где с 2 мая 1986 года возглавлял Оперативную группу командования инженерных войск (в её составе было 26 батальонов, около 8 000 человек личного состава, свыше 900 единиц специальной техники). Награжден орденом Ленина (24.12.1986).
С марта 1987 года — в Группе генеральных инспекторов Министерства обороны СССР.
С 1992 года — в отставке. Жил в Москве. 
Скончался 1 февраля 1996 года. Похоронен на Троекуровском кладбище.

## Награды
- Орден Ленина (24.12.1986)
- Орден Красного Знамени (19.02.1986)
- Орден Кутузова 1-й степени (04.11.1981);
- Орден Отечественной войны 1-й степени (06.04.1985);
- Орден Отечественной войны 2-й степени (17.05.1944);
- Два ордена Красной Звезды (03.11.1953, 31.10.1967);
- Орден «За службу Родине в Вооружённых Силах СССР» 3-й степени
- Медали СССР, в т.ч. медаль «За отвагу» (21.04.1942) и медаль «За боевые заслуги» (20.06.1949);[4]
- Государственная премия СССР (1981)

Награды иностранных государств
- Орден «За заслуги перед Отечеством» в золоте (ГДР)
- Орден «9 сентября 1944 года» I степени с мечами (НРБ, 14.09.1974)
- Орден Красного Знамени (Афганистан, 24.05.1985)
- Медаль «За укрепление дружбы по оружию» в золоте (ЧССР, 20.03.1970)
- Медаль «40 лет освобождения Чехословакии Советской Армией» (ЧССР, 19.03.1985)
- Медаль «Военная доблесть» (СРР, 31.05.1985)
- Медаль «За боевое содружество» I степени (ВНР, 1985)
- Медаль «100 лет Освобождения Болгарии от османского рабства» (НРБ, 1976)
- Медаль «1300 лет Болгарии» (НРБ, 29.03.1982)
- Медаль «40 лет Победы над гитлеровским фашизмом» (НРБ, 16.05.1985)
- Медаль «50 лет Монгольской Народной Армии» (МНР, 15.03.1971)
- Медаль «30 лет Победы над милитаристской Японией» (МНР, 08.01.1976)
- Медаль «Братство по оружию» (ПНР, 12.10.1979)
- Медаль «Братство по оружию» в золоте (ГДР, 1975)
- Медаль «20-я годовщина Революционных Вооруженных сил Кубы» (Куба, 1976)
- Медаль «30-я годовщина Революционных Вооруженных сил Кубы» (Куба, 24.11.1986)

## Сочинения
- Аганов С. Х. Инженерные войска в Берлинской операции. // Военно-исторический журнал. — 1985. — № 4. — С.36-40.

## Память
- 12 декабря 2017 года в Армении вышла почтовая марка, посвященная теме «100-летие со дня рождения маршала инженерных войск СССР Сергея Аганова»[5].
- В здании Управления инженерных войск Министерства обороны Российской Федерации установлена мемориальная доска в его честь.